# National Weather Service
National Weather Service (NWS) är en amerikansk federal myndighet och en av de sex större organisationer som tillsammans utgör National Oceanic and Atmospheric Administration (NOAA). 
NWS:s uppgift är att förse allmänheten med prognoser och förvarningar om väder, hydrologi och klimat i USA och dess omgivande hav med målsättningen att skydda liv och egendom och att stärka den amerikanska ekonomin. Till sitt förfogande har NWS fler än 120 lokala avdelningar (Weather Forecast Offices, WFO:s). Den information som NWS producerar är, liksom information från övriga amerikanska myndigheter, fri från upphovsrätt.

## Bakgrund
NWS grundades den 9 februari 1870 som Weather Bureau genom en kongressresolution som undertecknades av president Ulysses S. Grant. Skaparen av Weather Bureau var Cleveland Abbe. Namnbytet till NWS skedde 1967.
NWS producerar årligen mer än 734 000 väder- och 850 000 flodprognoser och utfärdar omkring 45 000 vädervarningar. Men NWS erbjuder inte bara allmänheten väderleksprognoser utan förser även flyg-, skogs- och marina myndigheter, organisationer och företag med information i olika format. Dessutom publicerar NWS regelbundet rapporter om klimatförändringar.
NWS administrerar också NEXRAD, ett nationellt nätverk som består av 158 dopplerradarstationer som utgör basen i det system som utfärdar varningar om extrema väderleksförhållanden.
I USA har NWS kritiserats av kommersiella entreprenörer som menar att NWS konkurrerar med den privata sektorn på orättvisa villkor. Många företag utnyttjar istället NWS:s rapporter till att ta fram egna kommersiella tjänster.

## Organisation
Under NWS finns flera underavdelningar:
- National Centers for Environmental Prediction (NCEP, beläget i College Park, Maryland)
  - Aviation Weather Center (AWC, beläget i Kansas City, Missouri. AWC hanterar turbulens, konvektion, vulkaniska askmoln och andra väderförhållanden av vikt för flygtrafik.
  - Climate Prediction Center (CPC, beläget i College Park, Maryland). CPC hanterar klimatförändringar på kort sikt och informerar om hur klimatmönster kan påverka nationen.
  - Environmental Modeling Center (EMC, beläget i College Park, Maryland). EMC utvecklar och förbättrar klimat- och vädermodeller.
  - National Hurricane Center (NHC, beläget i Miami, Florida). NHC hanterar tropiska vädersystem och utfärdar varningar för USA och omliggande regioner.
  - NCEP Central Operations (NCO, beläget i College Park, Maryland). NCO hanterar centrala nätverk och organisationsstöd.
  - Ocean Prediction Center (OPC, beläget i College Park, Maryland). OPC hanterar varningar och prognoser för väder över Atlanten och Stilla Havet norr om 30:e breddgraden.
  - Space Weather Prediction Center (SWPC, beläget i Boulder, Colorado). SWPC hanterar varningar och prognoser för rymdväder, flares och hur det kan påverka kommunikationssatelliter, rymdfärder och jordbundna system.
  - Storm Prediction Center (SPC, beläget i Norman, Oklahoma). SPC hanterar varningar för kraftiga oväder över USA.
  - Weather Prediction Center (WPC, beläget i College Park, Maryland). WPC hanterar sjudagarsprognoser för hela nationen.
- Alaska Aviation Weather Unit (AAWU, beläget i Anchorage, Alaska)
- Central Pacific Hurricane Center (CPHC, beläget i Honolulu, Hawaii)
- Climate Diagnostics Center (CDC, beläget i Boulder, Colorado)
- Hydrology Laboratory (HL, beläget i Silver Spring, Maryland)
- International Tsunami Information Center (ITIC, beläget i Honolulu, Hawaii)
- National Climatic Data Center (NCDC, beläget i Asheville, North Carolina)
- National Operational Remote Sensing Center (NOHRSC, beläget i Chanhassen, Minnesota)
- National Severe Storms Laboratory (NSSL, beläget i Norman, Oklahoma)
- Pacific Tsunami Warning Center (PTWC, beläget i Ewa Beach, Hawaii)
- Spaceflight Meteorology Group (SMG, beläget i Houston, Texas)
- West Coast/Alaska Tsunami Warning Center (WC/ATWC, beläget i Palmer, Alaska)